# Кродерс, Ольгерт
О́льгерт Кро́дерс (латыш. Oļģerts Kroders; 9 августа 1921, Рига, Латвия — 10 октября 2012, Валмиера, Латвия) — советский и латвийский театральный актёр, режиссёр и педагог. Народный артист Латвийской ССР (1988).

## Биография
Родился 9 августа 1921 года в Риге в семье известного журналиста, театрального критика и переводчика Роберта Кродерса и актрисы Герты Вульф. Дядя — журналист Артурс Кродерс, брат — журналист и художественный критик Гунарс Кродерс.
Окончил рижскую 2-ю гимназию (1940). Учился на филологическом и философском факультетах Латвийского университета. Был репрессирован (14 июня 1941 г.) и находился в ссылке в Сибири. После возвращения в Латвию в 1956 году увлёкся сценой, участвовал в постановках любительской труппы Центрального клуба работников полиграфической промышленности. Работал помощником режиссёра в Театре Дайлес, публиковал в печати свои наблюдения репетиционных будней театра.
Самостоятельную профессиональную карьеру театрального режиссёра начинал в Лиепае. Режиссёр Лиепайского театра (1959—1963). Окончил Высшие режиссёрские курсы Государственного института театрального искусства в Москве (1964). Режиссёр Валмиерского драматического театра (1964—1974), главный режиссёр Лиепайского театра (1974—1990). С 1990 года режиссёр Национального театра, в 1990—1995 его художественный руководитель.
Принимал участие в постановках латвийских театров в качестве приглашённого режиссёра. Играл на сцене Нового Рижского театра.
Снимался в кино на нескольких киностудиях. Дебютировал на Рижской киностудии в фильме режиссёра Роланда Калныньша «Дышите глубже» (1967), где сыграл небольшую роль.
Автор биографической книги воспоминаний «Попробую быть откровенным» (Mēģinu būt atklāts, 1993). Неоднократный номинант и лауреат театральной премии «Spēlmaņu nakts». За выдающийся вклад в дело национального театрального искусства награждён высшей латвийской наградой — орденом Трёх звёзд.
Был женат в первом браке на кинокритике Майе Аугсткалне, во втором — на режиссёре Рите Кродере.
Умер в Валмиере 10 октября 2012 года.

## Признание и награды
- 1988 — Народный артист Латвийской ССР
- 2001 — Офицер ордена Трёх звёзд
- 2007 — почётный член Латвийской академии наук[4].

## Творчество

### Роли в театре

#### Новый Рижский театр
- 1995 — «В пылающей тьме» Антонио Буэро Вальехо — Дон Пабло
- 1996 — «Чайка» А. П. Чехова — Сорин

### Режиссёрские работы

#### Лиепайский государственный театр
- 1959 — «В огне» опера Я. Калныньша по произведениям Рудольфа Блауманиса
- 1962 — «Продавец птиц» Карла Целлера
- 1962 — «Лисички» Лилиан Хеллман
- 1963 — «Такая любовь» Павла Когоута
- 1976 — «Мария Стюарт» Фридриха Шиллера
- 1977 — «Огонь и ночь» Райниса
- 1977 — «Преступление и наказание» по роману Ф. М. Достоевского
- 1977 — «Васса Железнова» Максима Горького
- 1978 — «Дом Бернарды Альбы» Федерико Гарсиа Лорки
- 1979 — «Кастильская честь» Виктора Гюго
- 1979 — «Красная шапочка и волк» К. Брюкнера
- 1980 — «Зимняя сказка» Уильяма Шекспира
- 1980 — «Татуированная роза» Теннесси Уильямса
- 1981 — «Анна Каренина» по роману Л. Н. Толстого
- 1982 — «Бесприданница» А. Н. Островского
- 1983 — «Как не отпирайся…» Яниса Лусиса
- 1983 — «Сага о Йёсте Берлинге» Сельмы Лагерлёф
- 1984 — «Семья Зитаров» по роману Вилиса Лациса
- 1985 — «Айя» Яниса Яунсудрабиня
- 1987 — «Чайка» А. П. Чехова
- 1987 — «Унесённые ветром» по роману Маргарет Митчелл
- 1997 — «Пер Гюнт» Генрика Ибсена
- 2000 — «Милый лжец» Джерома Килти
- 2001 — «Три сестры» А. П. Чехова

#### Валмиерский драматический театр
- 1964 — «104 страницы про любовь» Эдварда Радзинского
- 1966 — «Дом, где мы родились» Павла Когоута
- 1967 — «Обыкновенная история» Виктора Розова по роману Ивана Гончарова
- 1968 — «Зыковы» Максима Горького
- 1970 — «Блудный сын» Рудольфа Блауманиса
- 1970 — «Хождение по мукам» по роману Алексея Толстого
- 1972 — «Гамлет» Уильяма Шекспира
- 1995 — «Шесть персонажей в поисках автора» Луиджи Пиранделло
- 1996 — «Домашний враг» Я. Зейболта
- 1998 — «Йун Габриель Боркман» Генрика Ибсена

#### Национальный театр
- 1990 — «Лолита» Эдварда Олби по роману Владимира Набокова
- 1991 — «Играй, танцуй» Райниса
- 1994 — «Преступление и наказание» по роману Ф. М. Достоевского (повторная постановка)
- 1994 — «Дикая утка» Генрика Ибсена
- 1995 — «Салемские ведьмы» Артура Миллера
- 1995 — «Дом Бернарды Альбы» Федерико Гарсиа Лорки (повторная постановка)

#### Театр Кабата
- 1990 — «Ричард III» Уильяма Шекспира

#### Новый Рижский театр
- 1996 — «Дочери и сыновья» С. А. Найдёнова
- 1997 — «Красная шапочка и волк» К. Брюкнера

#### Театр «Дайлес»
- 1998 — «Вей ветерок!» Райниса
- 1999 — «Отелло» Уильяма Шекспира
- 2001 — «Близость» Патрика Марбера

#### Рижский русский театр имени Михаила Чехова
- 2000 — «Блудный сын» Рудольфа Блауманиса

#### Витебский драматический театр
- 1965 — «Вей ветерок!» Райниса

#### Латвийская национальная опера
- 1989 — «В огне» опера Я. Калныньша по произведениям Рудольфа Блауманиса

#### Рижский ТЮЗ
- 1988 — «Запах грибов» (латыш. "Smaržo sēnes") Гунара Приеде

## Фильмография
- 1967 — Дышите глубже — режиссёр
- 1968 — 24-25 не возвращается — Гунар Янсонс
- 1970 — Риск — майор Берш
- 1973 — Опознание — барон фон Остер
- 1973 — Афера Цеплиса — депутат Клявиньш
- 1973 — Молчание доктора Ивенса — Грасс
- 1975 — Порт
- 1977 — Подарки по телефону — адвокат
- 1978 — Отряд особого назначения — немецкий генерал
- 1978 — Твой сын — критик
- 1979 — Ждите «Джона Графтона» — Лукшин
- 1982 — Самая длинная соломинка — Эдвард Вилкс
- 1982 — Никколо Паганини — Меттерних
- 1983 — Полёт через Атлантический океан — босс из «Локхид»
- 1984 — Завещание профессора Доуэля — профессор Доуэль
- 1985 — Контракт века — Штилике
- 1986 — Последняя дорога — Нессельроде
- 1986 — Последний репортаж — Шрауденбах
- 1991 — Могила Канта — Кант
- 1992 — Тайны семьи де Граншан — граф де Граншан
- 1992 — Паук
- 1996 — Анна — Бланкенфельд
- 2001 — Прятки — Андерсон